# Gymnelopsis brevifenestrata
Gymnelopsis brevifenestrata es una especie de pez de la familia de los Zoarcidae en el orden de los perciformes.

## Morfología
- Los machos pueden llegar a alcanzar los 8,9 cm de longitud total.[1][2]

## Hábitat
Es un pez de mar y de aguas profundas que vive entre 70-783 m de profundidad.

## Distribución geográfica
Se encuentra en el Japón y el Mar de Ojotsk.

## Observaciones
Es inofensivo para los humanos. 